# Santa Isabel (1730)
Il Santa Isabel fu un vascello di linea spagnolo da 80 cannoni che prestò servizio nell'Armada Española tra il 1730 e il 1747.

## Storia
La costruzione del vascello da 80 cannoni Santa Isabel fu iniziata a Santoña nel 1726, sui piani costruttivi elaborati dal tenente generale e ingegnere navale José Antonio de Gaztañeta y de Iturribalzaga, e fu completata a Guarnizo nel 1729. Il Santa Isabel fu consegnato alla Armada Española il 17 gennaio 1730.
Al comando del capitano di vascello Miguel de Malpica fece parte, come nave ammiraglia del tenente generale Esteban Mari, marchese di Mari, della squadra di 18 navi che nell'ottobre 1731 scortò un convoglio di truppe a Livorno per difendere i diritti su Parma e sulla Toscana dell'infante Don Carlo.
Le navi di Mari scortarono 48 trasporti con a bordo 7.483 soldati di cinque reggimenti di fanteria e un reggimento di cavalleria, truppe poste sotto il comando di Don Manuel d'Orléans, conte di Charny. Un'altra squadra di 7 galee era comandata da Don Miguel Reggio y Brachiforte Saladino y Colonna. Il 14 settembre, una squadra navale britannica, forte di 12 navi di linea, due fregate, due altre navi da guerra e alcuni trasporti truppe, al comando dell'ammiraglio Charles Wager, si unì alle navi di Mari a Barcellona. La flotta anglo-spagnola partì da Barcellona il 17 ottobre 1731, avvistò Livorno nel pomeriggio del 26 ottobre e gettò l'ancora in rada il giorno successivo.
All'inizio di novembre la squadra spagnola salpò da Livorno verso Cadice, ma venti contrari e maltempo costrinsero il Marchese di Mari a ritornare a Livorno il 16 novembre 1731, dove il Santa Isabel e altre navi furono riparate. Dopo aver sbarcato le truppe, il Marchese di Mari aveva alzato la sua insegna sul Galicia, con la quale tornò a Cadice il 17 dicembre.
All'inizio di dicembre 1731 il Santa Isabel salpò da Livorno con il Princesa e il paquebote Júpiter per lasciare le truppe nel golfo della Spezia, proseguendo il suo viaggio verso Cadice, dove arrivò il 17 dicembre. Nel 1732 entrò presso l'arsenale de La Carraca per ricevere rifornimenti e completare il suo armamento. Negli anni successivi rimase nella baia di Cadice, dove si trovava in disarmo quando iniziò la guerra contro l'Inghilterra, il 23 ottobre 1739.  A metà del 1740 iniziarono i grandi lavori sullo scafo per rimettere in servizio il vascello. Dato il ritardo dei lavori di approntamento e come misura provvisoria, si propose di utilizzarlo come batteria galleggiante in appoggio al forte di San Luis per impedire l'ingresso nell'arsenale di La Carraca.
Una volta riunitasi alla squadra di Cadice, al comando del jefe de esquadra Francisco Liaño, il Santa Isabel salpò insieme ad altro 8 vascelli il 16 aprile 1741 per raggiungere El Ferrol dove si unirono alla squadra ulteriori tre navi. La squadra ritornò a Cadice dove, nel maggio 1741, Francisco Liaño y Arjona, causa malattia, fu sostituito da Juan José Navarro. Lo squadra salpò per Barcellona per imbarcare truppe destinate all'Italia, raggiungendo Tolone nel 1742, rimanendo quindi in porto perché bloccato da una squadra britannica al comando di Thomas Mathews. Partecipò alla battaglia di Tolone, il 22 febbraio 1744, sotto il comando del capitano di vascello José Ignacio Dauteville, dove ebbe circa 300 vittime, tra morti e feriti, e Dauteville fu promosso jefe de escuadra per il suo comportamento.
Don Juan José Navarro alzò la sua bandiera sul Santa Isabel il 20 luglio e salpò da Cartagena con dieci navi di linea, la fregata Aurora e diverse navi più piccole, uno sciabecco e le galea San Felipe y San Genaro, per infastidire gli inglesi e intercettare i loro convogli, per poi tornare a Cartagena. Salpò di nuovo da Cartagena il 14 agosto, ritornando dopo aver catturato diverse navi nemiche il 18 settembre 1744. Dauteville fu promosso jefe de escuadra e comandò una divisione di navi di linea alzando la sua insegna sul Santa Isabel, ora al comando dal capitano di vascello Juan Jordán, con la quale compì due viaggi per la guerra corsara attraverso il Mediterraneo nel 1744.
Con l'arrivo dell'ammiraglio britannico William Rowley e della sua squadra di 21 navi, Cartagena e la squadra di Navarro vengono bloccati. Per evitare spese superflue, il 12 maggio 1746 fu ordinata la demolizione dei vascelli Santa Isabel e Hércules.  La demolizione di questa navi iniziò nel febbraio 1748.

### Fonti
1. ↑  Duro 1900, p. 300.
2. 1 2  Threedecks.
3. 1 2 3 4 5 6 7 8 9 10 11 12 13 14 15  Todoavante.
4. 1 2 3 4 5 6 7  Todo a babor.
5. 1 2  Duro 1900, p. 198.
6. ↑  Duro 1900, p. 199.
7. ↑  Duro 1900, p. 224.
8. ↑  Duro 1900, p. 232.
9. ↑  Duro 1900, p. 304.